# 1999年香港
|        | 香港歷史 \| 香港歷史年表                                                                                                   |
| 世紀： | 19世紀香港 \| 20世紀香港 \| 21世紀香港                                                                                     |
| 年代： | 1960年代香港 \| 1970年代香港 \| 1980年代香港 \| 1990年代香港 \| 2000年代香港 \| 2010年代香港 \| 2020年代香港               |
| 年份： | 1995年香港 \| 1996年香港 \| 1997年香港 \| 1998年香港 \| 1999年香港 \| 2000年香港 \| 2001年香港 \| 2002年香港 \| 2003年香港 |
| 紀年： | 己卯年（兔年）、香港開埠158周年、香港回歸2周年                                                                             |

本年天氣也比較惡劣，除了因颱風約克掛起主權移交後首個及九十年代唯一一個十號風球外，也有兩次九號風球(包括約克)。八月颱風森姆襲港期間，一間中華航空客機在香港國際機場降落時發生意外，是新機場啟用後首次。

## 政府

### 行政

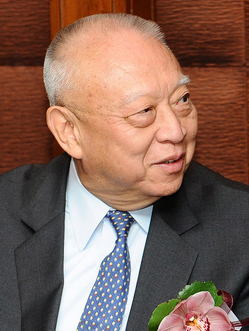
行政長官：董建華
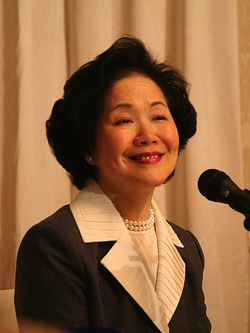
政務司司長：陳方安生
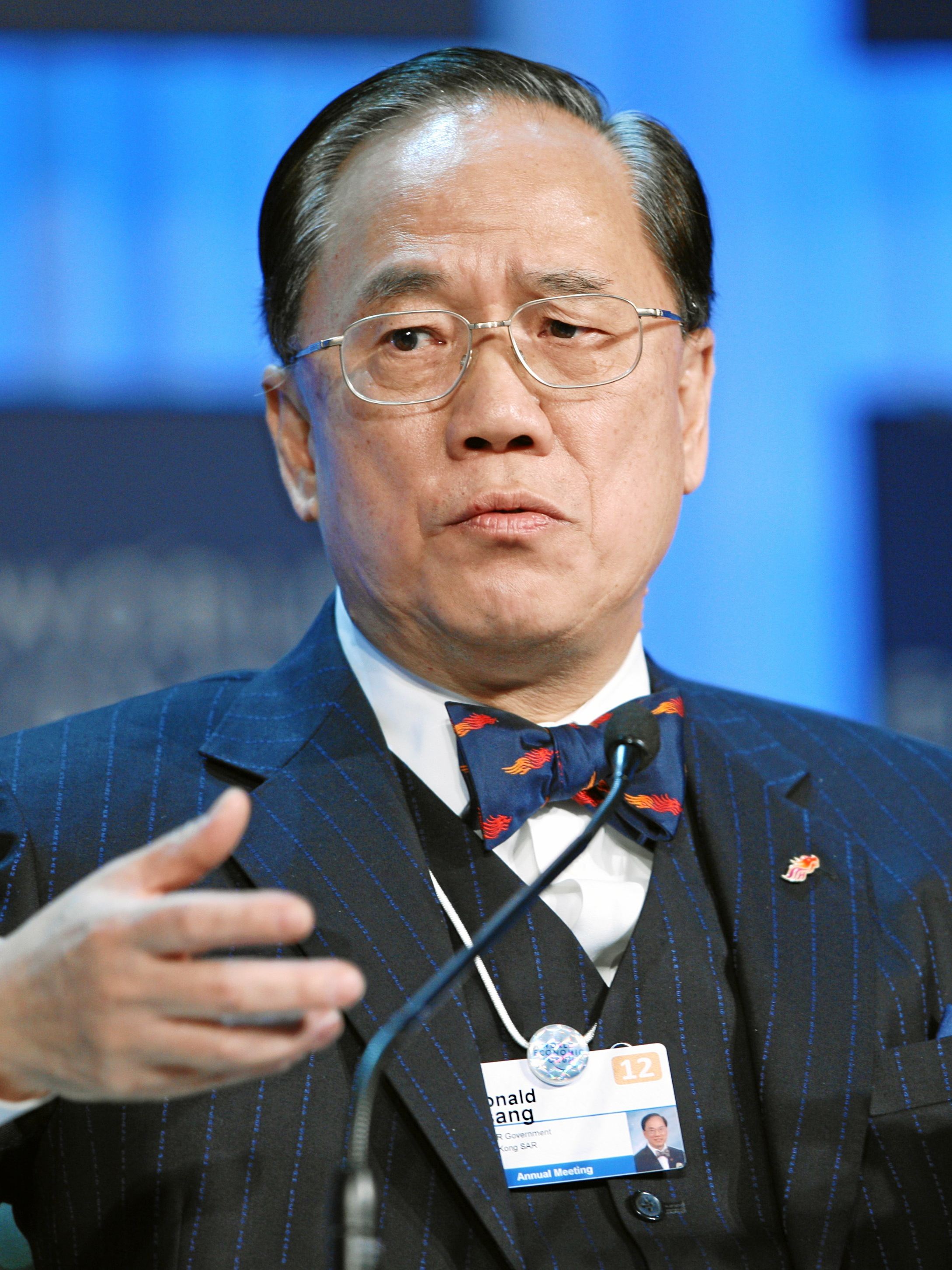
財政司司長：曾蔭權
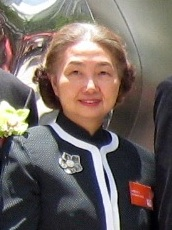
律政司司長：梁愛詩

### 立法

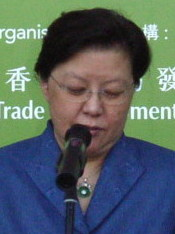
立法會主席：范徐麗泰

### 司法

終審法院首席法官：李國能

## 大事記

### 1月
- 1月5日：特區政府決定將於同年9月收回香港海底隧道（紅隧）專營權。
- 1月7日：一輛環保署客貨車在德士古道天橋逆線與貨櫃車迎頭相撞，5名職員無一生還。[1]
- 1月18日：TVB首播佘詩曼主演劇集《雪山飛狐》，開始了她長達20多年TVB視后之路。
- 1月28日：旺角聯合廣場一盜版光碟店舖被投擲燃燒彈，一死兩傷。[2]
- 1月29日：終審法院在「吳嘉玲案」及「陳錦雅案」判決入境事務處處長敗訴。[3]

### 2月
- 2月2日：1輛59X九巴與一輛停泊在路邊的泥頭車相撞，29人受傷。
- 2月9日：臨時市政局否決在香港電影資料館設李小龍紀念廊。
- 2月14日：屯門大興邨鐵箱醃屍案。
- 2月22日：清晨六時許，一輛九巴都城嘉慕都城11米非空調巴士（S3M53，車牌號碼DP889）剛接載完員工後返回青衣車廠時，駛至青衣西路近油站失控，撞向一個燈箱及路中心石壆後向左側翻，車尾冒煙著火，無人受傷。
- 2月23日：一輛行走86B線的都城嘉慕威曼都城（S3M183，車牌號碼EG1923）在大埔公路近積運街與一輛私家車相撞，巴士車長及三名乘客受傷送院。
- 2月24日：大關旅遊宣告全線結業。
- 2月27日：歡樂天地宣告全線結業。

### 3月
- 3月初：台北市長馬英九第二次訪問香港[4]
- 3月1日︰香港流動電話全面提供獨立可攜服務，流動電話號碼可攜正式實施，客戶可以攜號轉台。
- 3月11日：首兩頭贈港大熊貓安安和佳佳運抵香港。
- 3月21日︰
  - 一對年約60歲的夫婦被發現倒斃在屋內，身上有多處刀傷，警方事後在旺角登打士街拘捕死者26歲的兒子。
  - 見習女騎師簡慧榆在沙田馬場墮馬意外中傷重不治。

### 4月
- 4月1日：香港全面禁售含鉛電油。
- 4月16日：老翁與繼室爭執，以摺椅襲擊吳秀芳後腦，擊傷妻子後繼而狠下心腸將對方推落街。
- 4月20日：屯門新安街一名黑工被設局謀害。
- 4月21日：飛鵝山撕票案。
- 4月24日：香港地鐵將軍澳綫動工興建。
- 4月28日：上午九時許，九龍灣觀塘道得寶花園對開一輛城巴與兩輛九巴相撞，數十人受傷。

### 5月
- 5月7日：晚上九時許，一輛行走60X線的利蘭奧林比安（S3BL293，車牌號碼DY9913）在彌敦道近登打士街被尾隨一輛私家車撞向車尾，巴士車尾位置凹陷，車上一名乘客報稱不適，連同私家車二人一同送院治理。
- 5月10日：一輛往行走3D線的都城嘉慕威曼都城（S3M193，車牌號碼EG5358）在蒲崗村道鑽石山火葬場巴士站停站時被尾隨一輛行走116線的新巴丹尼士三叉戟（1052，車牌號碼HX5851）撞向車尾，11人受傷。
- 5月20日：行政長官向國務院提交報告，就居港權案的相關《基本法》條文尋求人大釋法。
- 5月30日：青衣站上蓋住宅盈翠半島開售，1,300多個住宅單位即日沽清。[5]

- 5月31日：尖沙咀發生Hello Kitty藏屍案。

### 6月
- 6月3日：土瓜灣譚公道無頭屍案。
- 6月7日：
  - 颱風瑪姬襲港，天文台懸掛九號風球。
  - 天水圍天瑞邨瑞心樓發生五口燒炭命案，死者包括43歲男子、其39歲妻子及三名年齡介乎9至12歲的兒子。案件列為兇殺及自殺案[6]。
- 6月19日：大角咀紙盒藏屍案。
- 6月26日：全國人大常委會就居港權釋法，界定內地新移民在香港居住滿7年前所生的內地子女沒有居港權。
- 6月30日：
  - 黃竹坑邨第五座餐廳綁架案
  - 600多名法律界人士穿黑衣遊行，在終審法院門前默哀，抗議人大釋法。

### 7月
- 7月1日：前港澳穿梭快線易名噴射飛航。
- 7月21日：中午十二時許，一輛行走299線的丹尼士巨龍（ADS34，車牌號碼GS5431）在大網仔路近大環與一輛漁農署專用的輕型貨車相撞，駕駛輕型貨車的農務助理死亡，6人受傷。
- 7月23日：贏得了三冠王的曼聯球隊訪港
- 7月24日：曼聯以2:0擊敗南華，並收取了約300萬港元戲金[7]。

### 8月
- 8月6日：晚上九時許，一輛行走112線九巴丹尼士三叉戟（ATR25，車牌號碼HW5600）在英皇道天后站對面遭尾隨行走106線的新巴同款巴士（1021，車牌號碼HW3545）撞向車尾，16人受傷。
- 8月22日：一架以機身編號B-150之MD-11客機飛行的中華航空班機在颱風森姆影響之下的惡劣天候中降落香港國際機場時發生意外；著地時機翼觸地折斷然後全機翻轉並發生火警。機上3人死亡，50人重傷。（詳見：中華航空642號班機空難）
- 8月28日：
  - 早上八時許，一輛行走63X線的丹尼士巨龍（AD89，車牌號碼FH2119）沿彌敦道慢線行駛時撞向前面一輛因準備駛入南京街及等候過路途人而減慢車速的旅遊巴士，旅遊巴士其後衝上人行道撞向一家電器店，造成11人受傷。
  - 一名女子在鰂魚涌海逸酒店地盤被68磅油漆鐵桶擊斃。
- 8月31日：一名男子在元朗明珠樓風車廊酒吧斬而死。

### 9月
- 9月1日：政府收回香港海底隧道專營權。
- 9月16日：
  - 尖東天橋底花槽藏屍案
  - 颱風約克橫過大嶼山，香港天文台懸掛自1983年後、16年來的首個十號風球，亦是自1884年創立颶風警告以來相隔最久的颶風信號，其中灣仔稅務大樓、入境事務大樓及中環廣場因風洞效應，導致大量玻璃窗被颶風吹至碎裂。風暴造成2人死亡、近500人受傷，受傷人數是歷次風災中最多。[8]
- 9月22日：深水埗發生一宗謀殺案，案中女報販何慧霞（霞姐）被三名兇徒亂刀斬死。

### 10月
- 10月1日：香港慶祝中華人民共和國成立50週年。
- 10月14日：一架九龍巴士49X線巴士於城門隧道公路往荃灣方向, 與貨櫃車及貨車相撞, 37人受傷
- 10月17日：當日有兩輛九巴發生意外。第一宗意外發生於清晨6時30分，一輛行走6D線的丹尼士巨龍（S3N110，車牌號碼DP4964）在界限街與聯合道交界被尾隨一輛貨車撞向巴士車尾。52歲巴士劉姓車長、貨車司機及跟車工人同告輕傷送院治理。第二宗意外發生於早上十一時許，一名報稱首次駕駛15A路線的32歲梁姓車長駕駛一輛丹尼士巨龍（ADS136，車牌號碼GU8136）沿九龍灣宏照道駛至常悅道交界時並無按原定路線右轉，而此路線於常怡道上設有一個巴士站。肇事車長事後懷疑不依交通標誌，於宏照道與常怡道交界右轉時，與對面線一輛的士迎頭相撞，造成9人受傷。
- 10月21日：長洲東堤小築C座一樓兇殺案
- 10月22日：樂富邨樂泰樓20樓劫殺案

### 11月
- 11月2日：
  - 晚上九時許，一名曾獲頒發安全司機獎的司機，駕駛一輛行走85線的富豪奧林比安（AV378，車牌號碼HN8007）時在九龍塘聯合道與聯福道交界因錯誤把油門誤當腳掣，撞斃一名正在橫過馬路的女護士後，衝前剷上人行道，掃毀十多呎鐵欄後，再衝前約50呎至聯合道300號香港國際浸信會教堂，撞毀門閘及花槽後停下。
  - 特首董建華宣布迪士尼樂園落戶香港，表示在未來40年會為香港帶來1 480億元的經濟收益。[9]
- 11月11日：著名執業律師鄧國華被控在寓所內強姦其菲傭。[10]
- 11月16日：上水石湖新村發生警民衝突，村民在連接村口通道的鐵橋上澆倒煤油，又以舊家具、舊電器架設路障，以阻止房屋署清拆人員入村，而警方就派出防暴警員到場戒備。警方向村民發射了八枚催淚彈，事件中有10人受輕傷，其中8人為警員。警方最後拘捕了11男3女。
- 11月20日：沙田香粉寮村情殺案。
- 11月22日：港協暨奧委會在香港特區政府的支持下，向亞奧理事會主席表示有興趣申辦2006年亞運會。
- 11月28日：香港舉行主權移交後首屆區議會選舉。
- 11月30日：一名司機駕駛一輛私家車在大埔公路行駛期間打瞌睡，與對面線一輛泥頭車及一輛行走86B線的都城嘉慕威曼都城（S3M152，車牌號碼EE9760）相撞，巴士車頭泵把和鬼面罩損毀，私家車司機受傷被困。

### 12月
- 12月2日：董建華廢除兩個民選產生香港市政局、區域市政局[11]，當時香港市政局和區域市政局有自主財政實權及土地使用權[12][13][14]
- 12月11日：男子被殺後被放進元朗大旗嶺村的一個高4呎、直徑2呎並被灌滿英泥的藍身黑蓋膠桶內。
- 12月12日：香港歌手黎明宣佈退出香港樂壇頒獎禮。[15]
- 12月16日：臨時區域市政局與臨時市政局在荔枝角政府合署對出設置「文物時間囊」，收藏了前兩局的年報、千禧年活動紀念品和前議員自選物品，並已於2020年12月29日開啟。
- 12月18日：沙田瀝源邨燒屍案。
- 12月19日：天文台發出有史以來首個寒冷天氣警告，市區氣溫只有攝氏約12度，十多名長者懷疑在冷溫下出現併發症死亡。[16]
- 12月28日：紅磡陽光廣場兇殺案，為踏入千禧年前香港最後一宗命案。
- 12月31日：跑馬地馬場舉行慶祝香港踏入2000年（千禧年）的大型跨年慶典活動——龍騰燈耀慶千禧。

## 節慶
下列節慶，如無註明，均是香港的公眾假期，同時亦是法定假日（俗稱勞工假期）。有 # 號者，不是公眾假期或法定假日（除非適逢星期日或其它假期），但在商業炒作下，市面上有一定節慶氣氛，傳媒亦對其活動有所報導。詳情可參看香港節日與公眾假期。
- 1月1日（星期五）：元旦
- 2月16日（星期二）：農曆年初一
- 2月17日（星期三）：農曆年初二
- 2月18日（星期四）：農曆年初三
- 4月2日（星期五）：耶穌受難節（是公眾假期，但不是法定假日）
- 4月3日（星期六）：耶穌受難節翌日（是公眾假期，但不是法定假日）
- 4月4日（星期日）：兒童節 #
- 4月5日（星期一）：復活節星期一（是公眾假期，但不是法定假日）及清明節
- 4月6日（星期二）：清明節翌日（補4月5日）
- 5月1日（星期六）：勞動節
- 5月22日（星期六）：佛誕（是公眾假期，但不是法定假日）
- 6月18日（星期五）：端午節
- 7月1日（星期四）：香港特別行政區成立紀念日
- 9月24日（星期五）：中秋節 #
- 9月25日（星期六）：中秋節翌日
- 10月1日（星期五）：中華人民共和國國慶日
- 10月17日（星期日）：重陽節
- 10月18日（星期一）：重陽節翌日（補10月17日）
- 10月31日（星期日）：萬聖夜 #
- 12月22日（星期三）：冬至（是法定假日，但不是公眾假期，根據法定假日放假的機構，或會聖誕節放假，冬至不放假。部份機構或會提早下班）
- 12月24日（星期五）：平安夜#（不是公眾假期或法定假日，但部份機構或會提早下班或放假一天）
- 12月25日（星期六）：聖誕節（根據法定假日放假的機構，或會冬至放假，聖誕節不放假）
- 12月27日（星期一）：聖誕節後第一個周日（是公眾假期，但不是法定假日）
- 12月31日（星期五）：公曆除夕# （由於電腦千年蟲問題，政府特別把當日列為額外公眾假期）

## 大型獎項

### 電視廣播有限公司獎項（1999年）
香港小姐
- 冠軍：郭羨妮
- 亞軍：原子鏸
- 季軍：胡杏兒
- 最上鏡小姐：郭羨妮
- 國際親善小姐：郭羨妮
- 最佳男主角：古天樂
- 最佳女主角：宣萱
- 全球華人新秀歌唱大賽香港區選拔賽金咪大獎（冠軍）：吳文深
- 最受歡迎男歌手：劉德華
- 最受歡迎女歌手：陳慧琳
- 金曲金獎：《插曲》（歌手：鄭秀文）